# Nemoraea
Nemoraea är ett släkte av tvåvingar. Nemoraea ingår i familjen parasitflugor.

## Dottertaxa tillNemoraea, i alfabetisk ordning[1][2]
- Nemoraea acutangularis
- Nemoraea angustecarinata
- Nemoraea appendiculata
- Nemoraea bequaerti
- Nemoraea bifurca
- Nemoraea bipartita
- Nemoraea brasiliensis
- Nemoraea capensis
- Nemoraea chrysophora
- Nemoraea discoidalis
- Nemoraea dotata
- Nemoraea echinata
- Nemoraea elegantula
- Nemoraea fasciata
- Nemoraea fenestrata
- Nemoraea fortuna
- Nemoraea grandis
- Nemoraea infoederata
- Nemoraea japonica
- Nemoraea javana
- Nemoraea lateralis
- Nemoraea longicornis
- Nemoraea mendax
- Nemoraea metallica
- Nemoraea minor
- Nemoraea mira
- Nemoraea miranda
- Nemoraea moerens
- Nemoraea mutata
- Nemoraea natalensis
- Nemoraea nigra
- Nemoraea nigroscutellata
- Nemoraea ornata
- Nemoraea paulla
- Nemoraea pellucida
- Nemoraea pictipennis
- Nemoraea piligena
- Nemoraea rubellana
- Nemoraea rutilioides
- Nemoraea sapporensis
- Nemoraea semiobscura
- Nemoraea takanoi
- Nemoraea titan
- Nemoraea triangulata
- Nemoraea unicolor
- Nemoraea vagabunda
- Nemoraea varia
- Nemoraea watanabei
- Nemoraea viridifulva
- Nemoraea vulgata